# Dona (Joan Miró, 1979)
Dona és una obra de Joan Miró realitzada per l'artista el 21 d'abril de 1978. Forma part de la col·lecció de la Fundació Joan Miró, i actualment es troba exposada a la sala de reunions del Parlament de Catalunya, gràcies a una cessió per part de la fundació l'1 de juny de 1995. A nivell tècnic, es tracta d'una pintura i dibuix acrílic i oli sobre tela, de 129,5 × 96,5 centímetres. A l'obra l'artista fa servir la seva iconografia habitual per dibuixar una dona, colors primaris, l'estel i la silueta marcada en color negre.
L'obra presideix la Sala de Mesa del Parlament de Catalunya, que fou ampliada durant la VI legislatura.

## Exposicions rellevants
L'obra s'ha mostrat en diverses exposicions temporals
- Joan Miró: Pittura. Florència: Orsanmichele, 26 maig-30 setembre 1979
- Miró. Ferrara: Gallerie Civiche d'Arte Moderna. Palazzo dei Diamanti, 16 març-15 juny 1985
- Miró. Venècia: Circolo Artistico Palazzo delle Prigioni Vecchie, 6 juliol-15 setembre 1985
- Joan Miró. Montpeller: Musée Fabre, 26 setembre-20 octubre 1985
- Joan Miró: Obras maestras en Galicia. Santiago de Compostel·la: Auditorio de Galicia, 27 setembre-30 novembre 1991